# Oreopanax allocophyllus
Oreopanax allocophyllus är en araliaväxtart som beskrevs av Hermann Harms. Oreopanax allocophyllus ingår i släktet Oreopanax och familjen Araliaceae. Inga underarter finns listade.